# Walter Heidenreich
Walter Heidenreich (* 1949 in Iserlohn) ist ein deutscher Prediger und Evangelist. Er war Vorsitzender und ist Präsident der Freien Christlichen Jugendgemeinschaft (FCJG) in Lüdenscheid sowie von deren Missionszweig HELP international e. V.

## Leben
Im Alter von etwa 20 Jahren gehörte der damals drogenabhängige Heidenreich der Hippie-Bewegung an, war mehrfach im Gefängnis und beschäftigte sich mit Okkultismus. 1974 hatte er nach eigener Aussage während einer Drogenparty ein Bekehrungserlebnis, welches ihn von seiner Drogenabhängigkeit befreit haben soll. In derselben Nacht soll seine Frau Irene unabhängig von ihm ein ähnliches Erlebnis gehabt haben. Danach begann für das damals noch nicht verheiratete, künftige Ehepaar Heidenreich ein Wandel in der Lebensführung.
Im Jahr 1977 kam Heidenreich nach Lüdenscheid zur Freien Christlichen Jugendgemeinschaft. Von 1980 bis 2022 war er deren Leiter und ist seit 2013 deren Präsident. Zu dieser aus der Jesus-People-Bewegung hervorgegangenen Missionsbewegung gehören eine etwa 50-köpfige Lebens- und Dienstgemeinschaft, eine Hauskirchenbewegung, ein Schulungszentrum für missionarische Einsätze, und stationäre Drogenrehabilitation in Lüdenscheid und Wien sowie der sozialmissionarische Verein HELP International. Die FCJG wird von einigen ehemaligen Mitgliedern eher als schädlich als hilfreich empfunden, da sie nicht dazu diene, Menschen zu stabilisieren und zu selbstbewussten Mitmenschen zu machen, sondern sie dazu bringe, sich der Organisation unterzuordnen. Mitglieder mit Drogenproblemen würden finanziell von der Gruppierung abhängig gemacht und sozial von der Außenwelt abgeschottet. Bei einem Interview für die Dokumentation „Mission unter falscher Flagge“ verweigerte Walter Heidenreich sein Statement.
In den Jahren 1992 und 1994 führte Heidenreich den Marsch für Jesus in Berlin mit über 135.000 Teilnehmern an.
Walter Heidenreich gehört theologisch zur Pfingstbewegung. Er ist ein Vertreter von neueren charismatischen Lehren wie Geistlicher Kampfführung, stellvertretender Buße sowie der Erweckungsbewegung von Pensacola, die sowohl von Landeskirchen als auch von einigen evangelikalen Vertretern kritisch gesehen werden.

## Veröffentlichungen
- Help, I need somebody (Biographie), Gerth Medien, Aßlar 1991 (russisch: 1993; englisch: 1997), ISBN 978-3-925352-50-8.
- Get ready. Nicht mehr schweigen von dem, was wir gehört und gesehen haben, Projektion J, Wiesbaden 1995, ISBN 978-3-89490-060-1.
- Erweckung in Pensacola, Projektion J, Wiesbaden 1997, ISBN 978-3-89490-015-1.
- mit Bernd Mette: Wen der Sohn frei macht, der ist richtig frei. 25 Jahre FCJG-Drogen-ReHa, Asaph Verlag, Lüdenscheid 2000, ISBN 978-3-931025-87-8.
- Wenn Träume wahr werden. Help - I need somebody ... wie es weiterging, Asaph Verlag, Lüdenscheid 2006, ISBN 978-3-935703-73-4.

Aufsätze
- Vom LSD zur Bibel in: NEUE STADT 6/2006, ISSN 0344-7022